# Номборн
Номборн (нім. Nomborn) — громада в Німеччині, розташована в землі Рейнланд-Пфальц. Входить до складу району Вестервальд. Складова частина об'єднання громад Монтабаур.
Площа — 4,00 км2. Населення становить 732 ос. (станом на 31 грудня 2020).

## Історія
Номборн вперше згадується в документі 1289 року як Numburne.Парафія належала до парафії Нентерсгаузен, але сама по собі була резиденцією губенґерихта, який відповідав також за сусіднє село Ґроссгольбах.[4] Каплиця св. Кіліана була збудована у 1525 році.
Каплиця св. Кіліана вперше згадується у 1525 р. Однак романьську вежу, у 1905 р. замінили на теперішню церковну вежу, а також дзвони з 1147 та 1448 рр. вказують на більш давній вік споруди.
Старіший млин поблизу села згадується у 1383 р., а млин Студененмюле, який існує і сьогодні, - у 1564 р. Однак останній був відбудований у 1648 р., після того, як деякий час стояв пусткою, ймовірно, в результаті Тридцятилітньої війни. Те ж саме сталося з Еберхарцем та Унтермюле, які вперше згадуються у 1564 році і були перебудовані після 1653 року. Востаннє Унтермюле згадується у 1786 році.
Статистика розвитку населення
Динаміка чисельності населення муніципалітету Номборн, значення з 1871 по 1987 рік базуються на переписах населення.
Сліди Українців - 13.03.2023 два школяра чотирнадцяти та п’ятнадцяти років гоняли на мопеді який один з них купив за Франкфуртом. Зі слів очевидців, вони їхали з Хайльбершайду до Номборну до невідомого, але назад вони вже йшли пішки. З даних протокола: Біля 14:40 патруль Монтабаура помітив на лавочці двох підлітків в вело-шоломах та стоячий біля них моторолер без страхового номера, після чого патруль впинившись у неправомірності дій молодиків викликав поліцію та вони склали протокол після чого прокуратура відкрила кримінальну справу. По результату ободвих водіїв було помилувано. Ця історія стала культовою та розійшлася по усьому округу серед місцевих.